# Системно-функциональная лингвистика
Системно-функциональная лингвистика (СФЛ) — подход к лингвистике, рассматривающий язык как социальную семиотическую систему.
Данный подход был разработан Майклом Халлидеем, который перенял понятие системы от своего учителя, Джона Р. Фёрса. В то время как Ферс считал, что системы ссылались на возможности, подчиненные структуре, Халлидей в некотором смысле «освободил» сферу выбора от структуры и сделал выбор основополагающим понятием своей теории. Другими словами, в то время как многие подходы к описанию языка ставят на первое место структурную и синтагматическую оси, системно-функциональная лингвистка Халлидея использует в качестве отправной точки парадигматическую ось. Термин «системная» выдвигает в понимании принципов работы языка на первый план «парадигматическую ось Соссюра». Для Халлидея центральным теоретическим принципом является то, что любой акт коммуникации предполагает выбор. Язык — это система, и выбор, доступный в любом варианте языке, отображается с использованием инструмента представления «системной сети».
Второй частью понятия системно-функциональной лингвистики становится «функциональность», поскольку данный подход рассматривает язык, развивающийся под давлением определённых функций, которые должна выполнять языковая система. Таким образом, функции влияют на все уровни структуры языка, что достигается посредством метафункций. Термин «метафункция» является отличительной особенностью системно-функциональной лингвистики. Организация функциональной структуры вокруг систем выборов, является существенным отличием данного подхода от «функциональных», таких как функциональная грамматика Дика (ФГ, или функциональная грамматика дискурса) и лексико-функциональной грамматики. Поэтому необходимо использовать полное обозначение — «системно-функциональная лингвистика», а не просто «функциональная грамматика» или «функциональная лингвистика».
По Халлидею, все языки включают в себя три обобщённые функции или метафункции: одна истолковывает опыт (значения внешнего и внутреннего миров), вторая вводит социальные отношения (значения, связанные с межличностными отношениями), а третья объединяет эти две функции для создания текста (формулировки). Поскольку эти функции считаются возникающими одновременно, а именно: нельзя ничего сказать о мире, не имея ни реальной, ни виртуальной аудитории, — язык также должен иметь возможность объединить эти значения: это роль структурной организации, грамматической, семантической или контекстуальной. Эти три обобщенные функции называются «метафункциями».

## Многомерная семиотическая система
Отправной точкой для лингвистической работы Халлидея был простой вопрос: «Как работает язык?». За свою карьеру он изучил характер языка как социальной семиотической системы, как смыслового ресурса в разнообразных и непрерывно меняющихся контекстах человеческого взаимодействия. В 2003 году он опубликовал документ, в котором излагаются собранные воедино принципы его теории, возникшие в связи с множеством различных языковых проблем. Халлидей писал: «Эти принципы стали побочным продуктом попыток решить определённые проблемы», включавшие как литературный анализ, так и машинный перевод. Тогда Халлидей попытался разработать лингвистическую теорию, применимую к любому контексту человеческого языка. Его характеристика языка основана на этих принципах, на основе их необходимость для объяснения сложности человеческого языка. Всего данная теория включает 5 принципов:
- Парадигматика. Значение — выбор, то есть пользователи выбирают из «вариантов, которые возникают в среде других выборов». «Сила языка находится в его организации в виде огромной сети взаимосвязанных выборов» (см. языковая система)[4].
- Стратификация. В процессе эволюции языка от примитивного уровня до высокоразвитой семиотической системы «было создано пространство, в котором значения могли бы быть организованы в их собственных терминах, как чисто абстрактная сеть взаимосвязей»[4]. Между содержанием парных форм простых семиотических систем возникло «организационное пространство», названное лексикограмматическим. Это развитие направило язык на путь становления потенциально бесконечной смысловой системой.
- Метафункциональность. Язык отображает «функциональную взаимодополняемость». Другими словами, он эволюционировал по причине человеческой необходимости создавать семантические смыслы о мире вокруг и внутри нас. В то же время, язык — это средство для создания и поддержания межличностных отношений. Приведенные мотивы являются двумя семантическими формами дискурса — Халлидей называет их «умозрительной» и «межличностной» метафункциями[4]. Эти две формы организованы с помощью третьей — текстовой метафункции, которая взаимодействует с двумя другими формами, чтобы создать последовательный поток дискурса.
- Синтагматика. Язык разворачивается синтагматически, поскольку структура заложена во времени (разговорная речь) или пространстве (письменная речь). Эта структура включает единицы разных рангов в каждом слое языковой системы. Например, в лексикограмматике наибольшим является предложение, а наименьшим — морфема; между этими рангами находятся словосочетание/фраза и слово.
- Конкретизация. Все эти ресурсы, в свою очередь, «основаны на векторе конкретизации», которая определяется как «связь между элементом и лежащей за ним системой». Конкретизация — это формальная связь между потенциальным и фактическим. Системно-функциональная лингвистика предполагает очень близкое отношение постоянной обратной связи между экземпляром и системой: таким образом, использование системы может изменить эту систему[4].

## Понятие системы в лингвистике
Как следует из названия, понятие системы является определяющим аспектом системно-функциональной лингвистики. В лингвистике истоки идеи восходят к Фердинанду де Соссюру и его понятию парадигматических отношений в знаках. Парадигматический принцип был установлен в семиотике Соссюра, концепция значимости («valeur») которого и знаки как термины в системе «выявила парадигматическую организацию как наиболее абстрактное область смысла». В системно-функциональной лингвистике система применяется двумя связанными между собой способами. Изобретение первого из них принадлежит Луи Ельмслеву: СФЛ использует идею системы для обозначения языка в целом (например, «система языка»). В этом контексте Джей Лемке описывает язык как открытую динамическую систему. Существует также понятие системы, используемое Джоном Р. Фёрсом, где лингвистические системы представлены как фон для элементов структуры. Халлидей утверждает, что такое определение системы является уникальным, присущим только лингвистической теории Фёрса.
В данном использовании системы для наилучшего понимания грамматических или иных особенностей языка они описываются как множество опций, или вариантов. По словам Халлидея, «наиболее абстрактными категориями грамматического описания являются системы вместе со своими вариантами (системными особенностями). Системная грамматика отличается от других функциональных грамматик (и от всех формальных грамматик) тем, что она парадигматична: система есть парадигматический набор альтернативных признаков, из которых нужно выбрать один вариант при выполнении условия входа».
Система была особенностью ранней теоретической работы Халлидея. Он считал её одной из четырёх фундаментальных категорий теории грамматики, наряду с единицей, структурой и классом. Категория системы была создана для учёта «появления одного, а не другого из числа подобных событий». В то время Халлидей определял грамматику как «тот уровень лингвистической формы, на котором действуют замкнутые системы».
Принимая системную перспективу в отношении языка, системно-функциональная лингвистика была частью более общей реакции 20-го и 21-го столетий против атомистических подходов к науке, которые ищут суть в рамках всё меньших и меньших компонентов изучаемого явления. В системном мышлении любой очерченный объект исследования определяется его отношениями к другим единицам, постулированным теорией. В системной функциональной лингвистике это было описано как тринокулярная перспектива. Таким образом, описательная категория должна быть защищена с трех сторон: сверху («Что она толкует?», «Какой эффект она имеет в контексте использования?»), снизу («Как реализуется эта функция?»), и вокруг («Что ещё есть по соседству?», «С чем ещё взаимодействует элемент?»). Это приближает системно-функциональную лингвистику к исследованиям сложных систем.

## Системная сеть в системной лингвистике
Метка системный связана с системными сетями, используемых в описании человеческого языка. Они фиксируют измерение выбора в каждом слое лингвистической системы, к которой они применяются. Системные сети лексикограмм составляют системную функциональную грамматику. Системная сеть представляет собой теоретический инструмент для описания наборов опций, доступных в определённых языках; она представляет собой абстрактный выбор, не соответствует понятию реального выбора и не претендует на сферу психологии. Формально системные сети соответствуют решеткам типов в теории формальных решеток, хотя их иногда ошибочно принимают за блок-схемы или направленные деревья решений. Такая направленность всегда является лишь свойством конкретных реализаций общего понятия и может быть создана в целях производительности, например, при вычислительном моделировании. Системные сети обычно используют множественные наследование и «одновременные» системы, или варианты, которые объединяются для создания очень больших описательных пространств.